# Den amerikanska drömmen (dokumentärfilm)
Den amerikanska drömmen är en svensk dokumentärfilm av Ulf von Strauss. Filmen gjordes till 200-årsjubileet av undertecknandet av den amerikanska självständighetsförklaringen. 
Filmens innehåll är en skarp genomgång av situationen i USA och förutspår det amerikanska imperiets kollaps. När filmen visades i svensk television ledde det till våldsamma protester från USA:s ambassad i Sverige.
Animationerna till filmen utfördes av Leif Zetterling. 
Längd 40 minuter.